# Жозе I
Жозе́ I (порт. D. José I, o Reformador) или, в русских источниках XIX века, Иосиф I Эммануил (6 июня 1714, дворец Ribeira, Лиссабон, Португалия — 24 февраля 1777, дворец Синтра, Синтра, Португалия) — король Португалии из династии Браганса с 31 июля 1750, сын Жуана (Иоанна) V.

## Биография

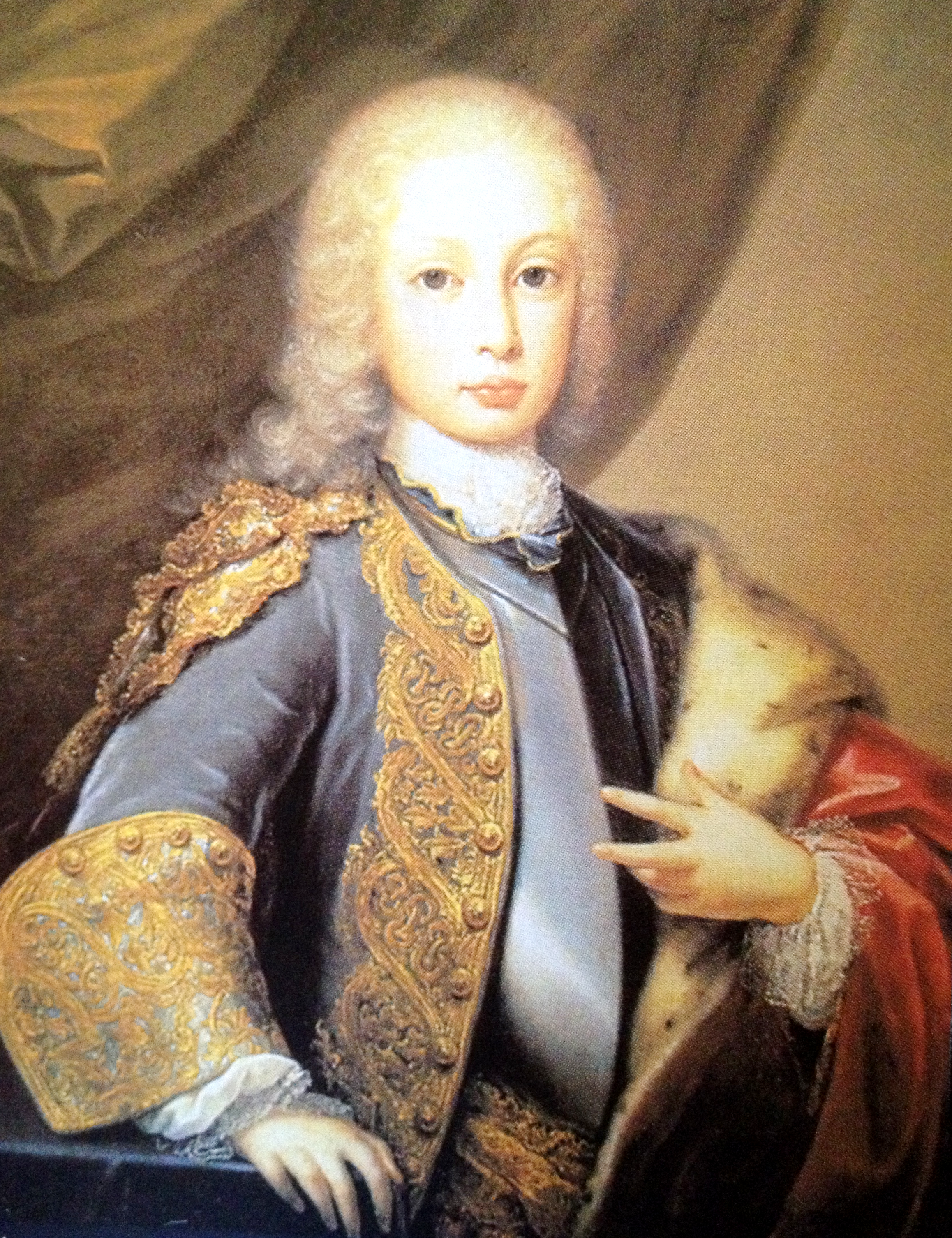
Жозе I в юности, худ. Доменику Дупра

### Ранние годы
Жозе был третьим ребёнком в семье короля Жуана V и его жены, Марии Анны Австрийской. У него был старший брат, Педру, но он умер в возрасте двух лет, и Жозе стал принцем Бразильским, наследником престола и герцогом Браганса.
Жозе был большим поклонником охоты и оперы. Так, он собрал одну из самых больших коллекций оперных партитур в Европе.

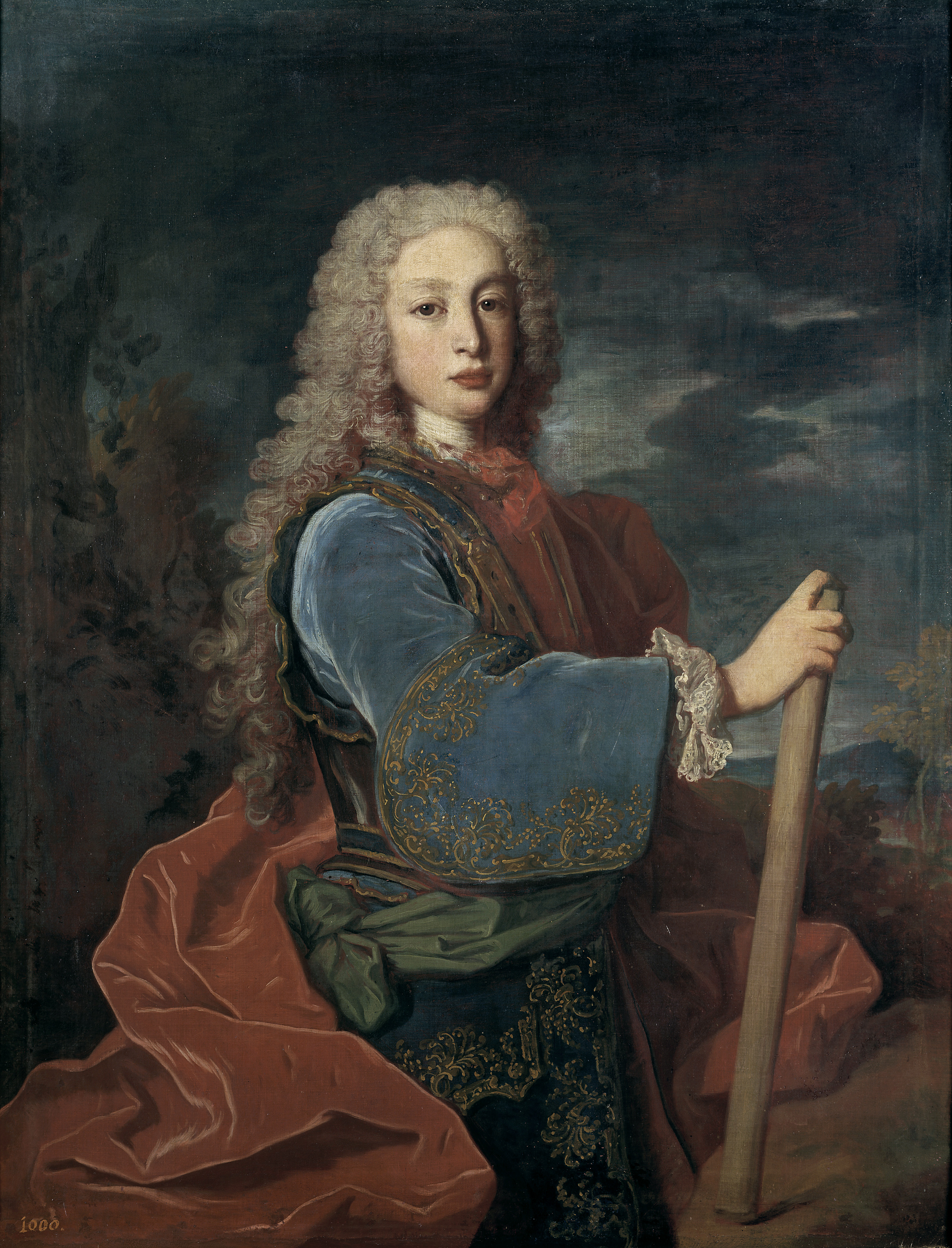
Портрет Жозе, 1729

19 января 1729 года Жозе женился на Марианне Виктории, дочери испанского
короля Филиппа V, а его старшая сестра Барбара вышла замуж за будущего Фердинанда VI. Марианна Виктория также любила музыку и охоту, но при этом ответственно относилась к государственным делам и нередко брала на себя полномочия мужа.

### Образование
Своё раннее детство он провел со своей матерью, получившей религиозное влияние, а также влияние своего духовника иезуита который научил его первым латинским буквам. Он получил образование, подходящее принцу своего времени, в области науки и языков, а также благородного рыцарского искусства. Хотя мало что известно о его музыкальном образовании в отличие от его сестры Барбары Португальской, которая получила пользу от обучения одного из великих музыкантов своего времени Доменико Скарлатти, который последовал за ней в Испанию, когда она была замужем.

### Правление
Жозе I вступил на престол в 1750 году, когда ему было уже 36 лет. Все дела управления государством предоставил маркизу де Помбалу, сам же предавался удовольствиям. Фактически страной при Жозе правил маркиз Помбал. Сам король объявил свою старшую дочь Марию наследницей престола и провозгласил её принцессой Бразильской. К этому времени король уже не верил, что супруга может родить ему сына.
Влиятельный маркиз Помбал пытался перестроить все аспекты экономической, социальной и колониальной политики, чтобы Португалия могла более эффективно соперничать с другими великими державами Европы. Покушение Хозе Авейры на жизнь короля, имевшее место в 1758 году, дало Помбалу возможность (некоторые считают, повод) избавиться от влиятельной семьи Тавора и изгнать иезуитов, таким образом, получив контроль над церковной собственностью.

### Смерть и наследие
При Жозе I произошло разрушительное Лиссабонское землетрясение 1755 года, в ходе которого погибло около 100 000 человек. Землетрясение вызвало у короля тяжелую форму клаустрофобии, и он стал испытывать дискомфорт от проживания во дворце. В результате он переехал вместе со двором в обширный палаточный городок, оборудованный на холме Ажуда.
Столица была отстроена заново, а конная статуя короля Жозе по-прежнему доминирует над главной площадью Лиссабона.
Жозе умер после продолжительной болезни, во время которой регентство принадлежало его супруге Марианне Виктории, дочери испанского короля Филиппа V. Жозе наследовала его старшая дочь Мария I, немедленно отстранившая от власти высокомерного маркиза Помбала.

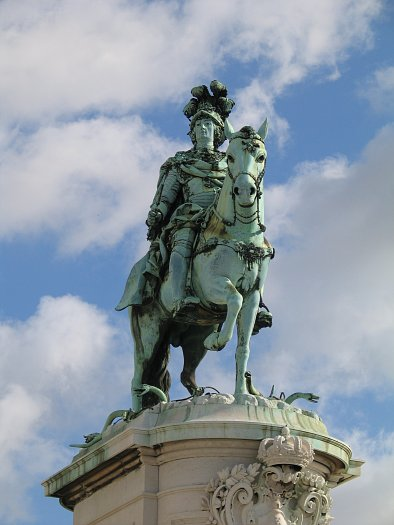
Памятник Жозе I в Лиссабоне

## Семья
От Марианны Виктории, дочери испанского
короля Филиппа V, у Жозе родились четыре дочери:
- Мария I (1734—1816),
- Мария Анна Франсишка (1736—1813),
- Мария Франсишка Доротея (1739—1771),
- Мария Франсишка Бенедикта (1746—1829).

Ещё четверо детей — дочь и три сына — рождались мертвыми.
Не имея наследников мужского пола, король Жозе в 1760 году выдал свою старшую дочь Марию I за своего родного брата, Педру. В 1777 году младшая дочь — Мария Франциска Бенедикта — вышла замуж за своего родного племянника — старшего сына Марии I — Жозе. Две другие дочери остались незамужними.